# Брагино (Ком'янське сільське поселення)
Бра́гино (рос. Брагино) — присілок у складі Грязовецького району Вологодської області, Росія. Входить до складу Ком'янського сільського поселення.

## Населення
Населення — 8 осіб (2010; 8 у 2002).
Національний склад (станом на 2002 рік):
- росіяни — 100 %